# ГЕС Багуарі
ГЕС Багуарі (порт. Usina Hidrelétrica de Baguari) — гідроелектростанція в Бразилії на сході штату Мінас-Жерайс. Знаходячись між ГЕС Різолета-Невес (вище за течією) та ГЕС Айморес, входить до складу каскаду на річці Ріо-Досі, котра впадає в Атлантичний океан за 80 км на північ від Віторії.
У межах проєкту річку перекрили комбінованою кам'яно-накидною та земляною греблею, яка потребувала понад 0,4 млн м3 матеріалу (зокрема майже 0,3 млн м3 для кам'яно-накидних елементів), крім того, було використано 49 тис. м3 бетону. Ця споруда висотою до 25 метрів та загальною довжиною понад 1 км складається з трьох секцій, найдовша серед яких перекриває центральну та правобережну частини долини та спрямовує воду до короткого каналу, утвореного в лівобережній частині долини двома іншими секціями греблі. При цьому вище по течії утворилося водосховище з площею поверхні 16 км2, витягнуте долиною річки на 22 км. Крім того, існує затока довжиною 5 км у долині притоку Ріо-Досі річки Corrente Grande. При об'ємі у 43,6 млн м3 водойма має дуже невелике операційне коливання рівня між позначками 184,5 та 185 метрів НРМ.
Інтегрований у греблю машинний зал обладнали чотирма бульбовими турбінами потужністю по 35,9 МВт, розрахованими на роботу з напором до 20 метрів. За проєктом, вони повинні виробляти близько 0,7 млрд кВт·год електроенергії на рік.
Видача продукції відбувається по ЛЕП, що працює під напругою 230 кВ.
Комплекс обладнаний рибоходом, який забезпечує нормальну міграцію риби через греблю.